# Área vetorial
Na geometria tridimensional, para uma superfície plana finita de área escalar S e unidade normal n̂, a área do vetor S é definido como a unidade normal dimensionada pela área:
{\displaystyle \mathbf {S} =\mathbf {\hat {n}} S}
Para uma superfície orientável composto S  por um conjunto Si de áreas facetadas planas, a área vetorial da superfície é dada por
{\displaystyle \mathbf {S} =\sum _{i}\mathbf {\hat {n}} _{i}S_{i}}
onde n̂i é o vetor normal da unidade para a área Si.
Para superfícies curvas orientadas e limitadas que são suficientemente bem comportadas, ainda podemos definir a área do vetor. Primeiro, dividimos a superfície em elementos infinitesimais, cada um deles efetivamente plano. Para cada elemento infinitesimal de área, temos um vetor área, também infinitesimal.
{\displaystyle d\mathbf {S} =\mathbf {\hat {n}} dS}
onde n̂ é o vetor da unidade local perpendicular a dS. A integração fornece a área vetorial para a superfície.
{\displaystyle \mathbf {S} =\int d\mathbf {S} }
Para uma superfície curva ou facetada, a área do vetor é menor em magnitude do que a área. Como um exemplo extremo, uma superfície fechada pode possuir uma área arbitrariamente grande, mas sua área vetorial é necessariamente zero. As superfícies que compartilham um limite podem ter áreas muito diferentes, mas devem ter a mesma área vetorial - a área vetorial é inteiramente determinada pelo limite. Essas são consequências do teorema de Stokes.
O conceito de vetor de área simplifica a equação para determinar o fluxo através da superfície. Considere uma superfície plana em um campo uniforme. O fluxo pode ser escrito como o produto escalar do vetor de campo e área. Isso é muito mais simples do que multiplicar a intensidade do campo pela área da superfície e o cosseno do ângulo entre o campo e a normal da superfície.

## Projeção de área para planos
A área projetada (por exemplo) no plano xy é equivalente ao componente z da área do vetor, e é dada como
{\displaystyle \mathbf {S} _{z}=\left|\mathbf {S} \right|\cos \theta }
onde θ é o ângulo entre o plano normal e o eixo z.